# Kondókali
Kondókali (grec moderne : Κοντοκάλι) est une localité située dans le dème de Corfou-Centre et des îles Diapontiques, dans le district régional de Corfou, dans la périphérie des Îles Ioniennes, en Grèce.
Selon le recensement de 2021, elle compte 2 107 habitants.

## Histoire
Kondókali est mentionné dans les documents historiques concernant la bataille de Lépante, en 1571. Le village prend son nom de l'aristocrate corfiote Kondókali. À Corfou, plusieurs aristocrates possédaient leurs propres navires ou étaient capitaines de galères corfiotes et vénitiennes. Cinq de ces bateliers, Christophe Kontókalis, Stylianos Halikiopoulos, Georgios Kokkinis, Petros Bouas et Fiumachos, ont participé avec leurs bateaux à la bataille navale de Nauplie avec la flotte chrétienne européenne unie contre les Turcs ottomans sous le commandement des chevaliers de France. 